# Moerasgamander
De moerasgamander (Teucrium scordium) is een kruipende, overblijvende plant die behoort tot de lipbloemenfamilie (Labiatae). Het is een plant van natte, 's zomers droogvallende, kalkrijke grond in schraal duingrasland en moerassige uiterwaarden. Moerasgamander komt van nature voor in Europa en Midden- en Zuidwest-Azië. De plant komt in Nederland voor op Voorne. De soort staat op de Nederlandse Rode lijst van planten als zeer zeldzaam en sterk afgenomen. Deze plant is in Nederland wettelijk beschermd sinds 1 januari 2017 door de Wet Natuurbescherming.
De plant wordt 15-45 cm hoog, heeft een kantige, behaarde stengel en vormt uitlopers. De zittende, zachtbehaarde bladeren zijn langwerpig tot lancetvormig met een grof gekarteld-gezaagde rand. De onderste bladeren hebben een afgeronde voet en de bovenste een wigvormig versmalde voet. Stukgewreven bladeren ruiken naar knoflook.
De moerasgamander bloeit van juli tot september met licht paarsrode, 0,7-1 cm lange bloemen, die alleen in de oksels van de bladeren of in armbloemige schijnkransen staan. De kelk is vijftandig. De bovenlip van de bloemkroon is diep ingesneden en de slippen liggen tegen de drieslippige onderlip aan, waardoor het lijkt of de bloemkroon vijfspletig is. De bloem heeft vier meeldraden. De schutbladen zijn meestal langer dan de bloemen.
De vrucht is een vierdelige splitvrucht.

## Namen in andere talen
- Duits: Knoblauch-Gamander
- Engels: Water Germander
- Frans: Germandrée des marais